# Боемунд I фон Саарбрюкен
Боемунд I фон Саарбрюкен (на немски: Boemund I von Saarbrucken; Johann gen. Boemund v. Saarbrück gen. v. Grimberg Burggraf zu Grimberg; * в Гримбург и Дагщул; † 3 октомври 1308) е благородник от Саарбрюкен, бургграф на Гримбург. Той се казва първо Йохан и се преименува на Боемунд фон Саарбрюк.

## Произход
Той е син на Райнер II фон Саарбрюкен († 11 март 1284) и първата му съпруга фон Хаген, дъщеря на Теодорикус фон Индагине († сл. 1197) и съпругата му фон Сарверден, дъщеря на граф Лудвиг I фон Сарверден († сл. 1200) и графиня Гертруд фон Дагсбург и Мец (Етихониди). По баща е внук на Райнер I фон Саарбрюкен († сл. 1224) и Лорета фон Ролинген-Варсберг-Хомбург († сл. 1264). Правнук е на Йохан фон Албен († сл. 1195) и съпругата му фон Понте фон Трир.
Баща му се жени втори път за Елиза († сл. 1288). Полусестра му Елизабет фон Саарбрюкен († сл. 1335) е абатиса на Фраулаутерн.

## Деца
Боемунд I фон Саарбрюкен има децата:
- Боемунд II фон Саарбрюкен–Дагщул, рицар (* пр. 1294; † 24 декември 1339), женен I. за Елизабет фон Форбах-Верд († 1294), дъщеря на Хайнрих II фон Верд-Форбах († сл. 1304) и Агнес д' Аспремонт († пр. 14 януари 1300), II. сл. 1294 г. за Агнес фон Финстинген-Шваненхалс (* пр. 1301; † сл. 1331), дъщеря на Хуго I фон Финстинген († 1270) и Катарина фон Цвайбрюкен (* пр. 1261; † сл. 1275)
- Биела фон Саарбрюкен († сл. 1284), омъжена за Лудвиг фон Саарверден-Хомбург († сл. 1311), син на граф Фридрих II фон Хомбург († сл. 1274) и фон Сарверден, дъщеря на граф Лудвиг III фон Сарверден († сл. 1246) († сл. 1246)
- Райнер фон Саарбрюкен († между 24 януари 1324 – 3 януари 1325), капитулар в Трир
- Николаус фон Саарбрюкен, преим. фон Дагщул († сл. 1322, Дагщул)
- Катарина фон Саарбрюкен († сл. 1314, Бегине)